# Роккаромана
Роккаромана (італ. Roccaromana) — муніципалітет в Італії, у регіоні Кампанія,  провінція Казерта.
Роккаромана розташована на відстані близько 160 км на південний схід від Рима, 50 км на північ від Неаполя, 25 км на північний захід від Казерти.
Населення — 866 осіб (2014).
Щорічний фестиваль відбувається 10 травня. Покровитель — San Cataldo.

## Демографія
Населення за роками:

Станом на 1 січня 2023 року в муніципалітеті офіційно проживали 84 іноземці з 7 країн, серед них 32 громадяни країн Євросоюзу та 4 громадяни України.

## Сусідні муніципалітети
- Бая-е-Латіна
- Драгоні
- Формікола
- Лібері
- П'єтрамелара
- П'єтравайрано
- Понтелатоне